# Microiulus pirinicus
Microiulus pirinicus är en mångfotingart som beskrevs av Gulicka 1967. Microiulus pirinicus ingår i släktet Microiulus och familjen kejsardubbelfotingar. Inga underarter finns listade i Catalogue of Life.